# Hölzleinsmühle (Bayreuth)

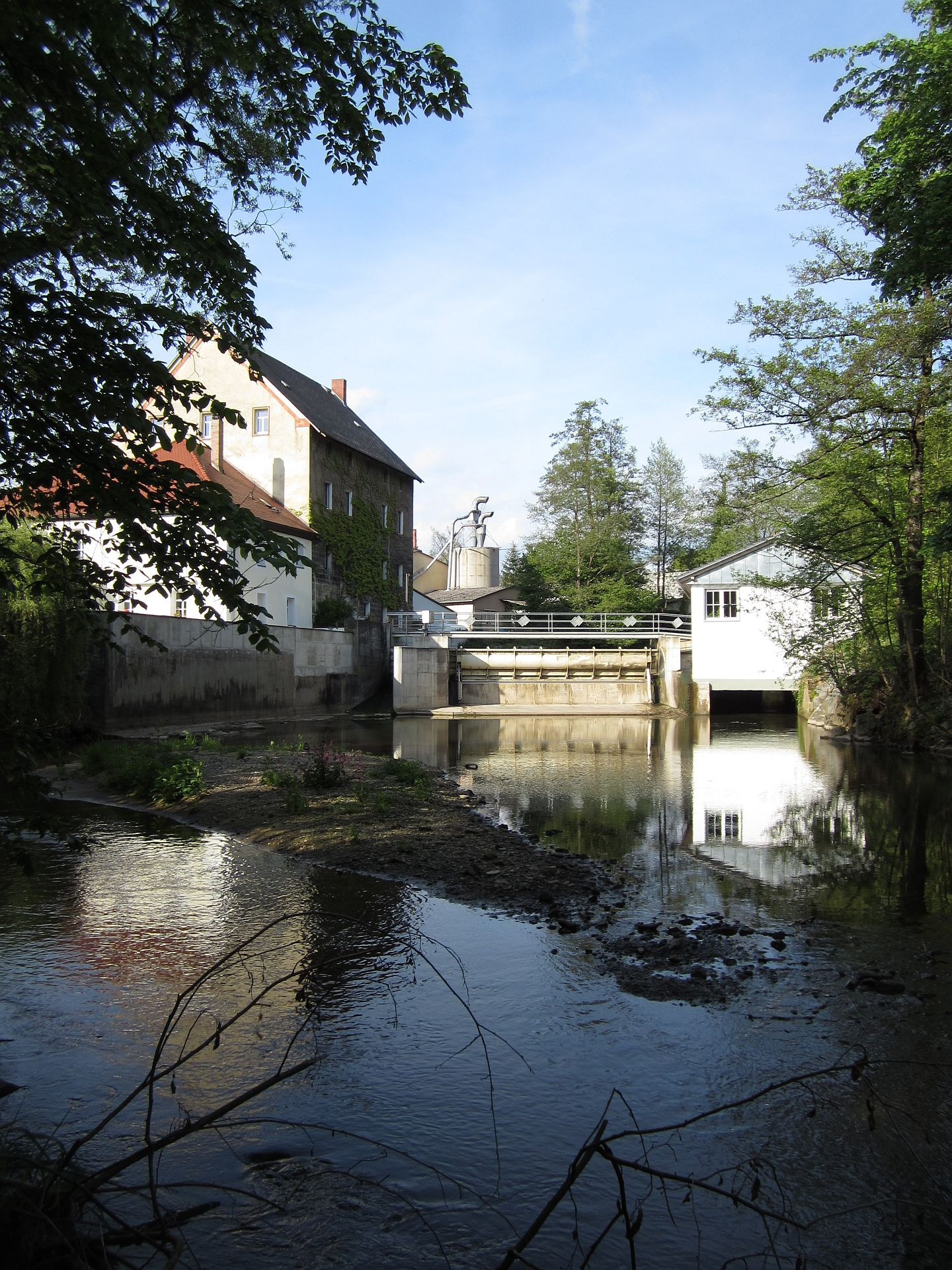
Hölzleinsmühle

Hölzleinsmühle ist ein Gemeindeteil der kreisfreien Stadt Bayreuth im bayerischen Regierungsbezirk Oberfranken. Sie liegt in der Gemarkung Bayreuth. Die ehemalige Wassermühle ist als Baudenkmal (D-4-62-000-397) ausgewiesen.

## Name und Lage
Die Mühle liegt zwischen den Stadtteilen Sankt Georgen und Laineck an einer Schlinge des dort mäandrierenden Roten Mains. Ihr Name nimmt Bezug auf den angrenzenden Wald Lainecker Hölzlein, der von der Bundesautobahn 9 durchschnitten wird.

## Geschichte und Beschreibung

Die Hölzleinsmühle im Jahr 1910

Johann Müller, Müllermeister und Betreiber der Herzogmühle im Westen Bayreuths,  beantragte im Jahr 1706 bei der markgräflichen Kammer die Genehmigung für den Bau einer Getreidemühle für die neue Stadt Sankt Georgen am See. Eine Wiese beim Lainecker Hölzlein erwies sich als dafür geeignet. Bereits 1707 konnte die Mühle in Betrieb genommen werden, der Name Hölzleinsmühle stammt aber aus späterer Zeit.
180 Jahre lang wurde die Mühle fast ausschließlich zum Mahlen von Getreide auf mehreren Etagen genutzt. Daneben war sie von Beginn an auch eine Schleifmühle, in der Bauern z. B. ihre Pflugscharen schärfen ließen. Wegen des wiederkehrenden Hochwassers, das zu Schäden am Gebäude führte, wechselte die Hölzleinsmühle häufig den Besitzer. Das Gebäude war ständig durchfeuchtet, vor allem während der Schneeschmelze wurden der gesamte Innenhof und die Gärten durchflutet.
1874 wurde die Mühle vom Müller Konrad Bub auf den neuesten Stand der Technik gebracht und fortan als Kunstmühle bezeichnet. 1887 ließ ein neuer Eigentümer namens Adler durch den „Herrn Electrotechniker Thaufelder“ einen Generator installieren. Fortan konnten die drei Stockwerke elektrisch durch „9 Flammen … taghell erleuchtet“ werden, wie das Bayreuther Tagblatt am 9. November jenes Jahres schrieb.
Im Jahr 1919 erwarb der Metallwarenfabrikant Christof Leupold aus Gefrees die gesamte Anlage für einen Kaufpreis von 65.000 Mark und richtete dort einen Zweigbetrieb mit 30 Arbeitsplätzen ein. Die Stromerzeugung wurde ausgebaut und ein kleines Elektrizitätswerk geschaffen, das fortan auch Laineck, Rodersberg, Sankt Johannis und Riedelsberg mit Lichtstrom versorgte. Ein entsprechender Vertrag zwischen dem Lainecker Gemeinderat und einem Weidenberger Ingenieurbüro wurde am 23. Juni 1919 geschlossen.
Bei steigender Energieausbeute konnten sich auch Gewerbetreibende wie Bäcker, Metzger und Schreiner an das Stromnetz anschließen. Über Nacht wurde der Strom in den ersten Jahren abgeschaltet und Wasser für den nächsten Tag aufgestaut. Eine dreimalige kurze Stromunterbrechung („Das Licht hat geflackert“) kündigte jeweils die Abschaltung an. Der Strom wurde zu einem Pauschalpreis verkauft und richtete sich nach Anzahl und Stärke der „Brennstellen“ (Lampen und Steckdosen): eine Brennstelle von 15 Watt kostete 0,75 Mark, eine von 100 Watt 2,10 Mark pro Monat.
Wegen des unbefriedigenden Zustands, dass eine gleichmäßige Stromversorgung nicht gewährleistet war, beschloss Laineck 1926 den Ausstieg aus dem Stromvertrag mit der Hölzleinsmühle. Da der neue Versorger Bayerische Elektricitäts-Lieferungs-Gesellschaft (BELG) aber Stromzähler anbringen ließ und nach Verbrauch abrechnete, brachten die Lainecker ihre gewaschene Wäsche in Handwagen körbeweise zum elektrischen Bügeln nach Sankt Johannis, solange dort der Pauschalpreis für Strom noch galt. Daraufhin wurden auch für den Strom aus der Hölzleinsmühle Zähler installiert. Dass deren Eigentümer auf steigenden Strombedarf mit höheren Einnahmen setzte, erwies sich bald nach der Machtergreifung der Nationalsozialisten als trügerische Hoffnung.
Der Bau der Autobahn brachte 1934 einen Einschnitt für den Betrieb. Die Freileitungen nach Sankt Johannis wurden, da sie die Autobahntrasse kreuzten, kurzfristig mit geringer Entschädigung entfernt. Nicht nur die Möglichkeit der Stromlieferung entfiel, auch Grundbesitz mit mehr als 60 Obstbäumen ging verloren. Der neu angelegte Tunnel unter der Autobahn in Richtung Sankt Johannis, Mäuseloch genannt, konnte nur von Fußgängern benutzt werden. Unmittelbar nördlich der Hölzleinsmühle wurde die Autobahn-Anschlussstelle Bayreuth-Süd (Fahrtrichtung München) angelegt, die bis Anfang der 1970er Jahre dort bestand. Zusammen mit dem Riedelsgut wurde die Hölzleinsmühle am 1. April 1939 nach Bayreuth eingemeindet.
1967 wurde das hölzerne Wehr erneuert und auf der anderen Uferseite ein Turbinenhaus mit Turbine errichtet. Der erzeugte Strom wird heute in das Netz der Stadtwerke Bayreuth eingespeist. Im Jahr 2009 wurde ein automatisches hydraulisches Klappenwehr mit einem Wehrsteg aus Metall eingebaut. In der bis 1978 betriebenen Metallwarenfabrik wurden vor allem Messer und Essbestecke gefertigt.

### Verwaltung
Gegen Ende des 18. Jahrhunderts bestand Hölzleinsmühle aus einem Anwesen. Die Hochgerichtsbarkeit stand dem bayreuthischen Stadtvogteiamt Bayreuth zu. Die Grundherrschaft über die Mühle hatte der Rat Sankt Georgen.
Von 1797 bis 1810 unterstand der Ort dem Justiz- und Kammeramt Bayreuth. Mit dem Ersten Gemeindeedikt wurde Hölzleinsmühle dem 1812 gebildeten Steuerdistrikt Sankt Johannis und der Ruralgemeinde Laineck zugewiesen. Am 1. April 1939 wurde Hölzleinsmühle nach Bayreuth eingemeindet.

### Baudenkmäler
- Brücke über den Roten Main
- Kilometerstein
- Ehemalige Mühle

### Einwohnerentwicklung
| Jahr      | 001819 | 001822 | 001861 | 001871 | 001885 | 001900 | 001925 | 001950 | 001961 | 001970 | 001987 |
| Einwohner | 15     | 11     | 18     | 14     | 14     | 14     | 15     | 35     | 30     | 30     | 20     |
| Häuser    |        | 2      |        |        | 1      | 2      | 1      | 3      | 5      |        | 4      |
| Quelle    | [ 13 ] | [ 14 ] | [ 15 ] | [ 16 ] | [ 17 ] | [ 18 ] | [ 19 ] | [ 20 ] | [ 21 ] | [ 22 ] | [ 1 ]  |

## Religion
Hölzleinsmühle ist evangelisch-lutherisch geprägt und nach St. Georgen (Bayreuth) gepfarrt.